# جوزيف جوناس
جوزيف جوناس (بالألمانية: Joseph Jonas)‏ هو سياسي ألماني وبريطاني (وحمل سابقاً جنسية المملكة المتحدة لبريطانيا العظمى وأيرلندا)، ولد في 16 يوليو 1845 في بينغن آن در راين في ألمانيا، وتوفي في 22 أغسطس 1921.